# ᶵ
Cette page contient des caractères spéciaux ou non latins. S’ils s’affichent mal (▯, ?, etc.), consultez la page d’aide Unicode.
ᶵ, appelée t crochet palatal en exposant, t crochet palatal supérieur ou lettre modificative t crochet palatal, est un ancien symbole de l’alphabet phonétique international. Il est formé de la lettre latine t crochet palatal ‹ ᶅ › mise en exposant.

## Utilisation
Dans certaines transcriptions de l’alphabet phonétique international (API), non standard depuis 1989, ‹ ᶵ › peut être utilisé avant ou après le symbole d’une consonne palatale pour indiquer une articulation préocclusive ou postocclusive, ou pour indiquer qu’un consonne partage des qualités ou l’articulation d’une consonne occlusive dentale ou alvéolaire  sourde palatalisée [ƫ].
Morris Halle utilise le t croche palatal en exposant dans la transcription phonétique utilisée dans une description phonétique du russe publiée en 1960, par exemple pour под чашкой [paᶵꞔ̌’aškəj] « sous la tasse ».

## Représentations informatiques
La lettre modificative t crochet palatal peut être représenté avec les caractères Unicode suivants (Latin étendu – extensions phonétiques - supplément) :
| formes       | représentations | chaînes de caractères | points de code | descriptions                                    | note                            |
| ------------ | --------------- | --------------------- | -------------- | ----------------------------------------------- | ------------------------------- |
| modificative | ᶵ               | ᶵ                     | U+1DB5         | lettre modificative minuscule t crochet palatal | codé pour le symbole phonétique |

## Sources
- (en) Peter Constable, Revised Proposal to Encode Additional Phonetic Modifier Letters in the UCS, 1er février 2004 (lire en ligne)
- (en) Morris Halle, The sound pattern of Russian, The Hague, Mouton & Co., 1971 (lire en ligne)
- (en) International Phonetic Association, « Report on the 1989 Kiel Convention », Journal of the International Phonetic Association, vol. 19, no 2,‎ 1989, p. 67-80 (DOI 10.1017/S0025100300003868)
- (en) International Phonetics Association, Handbook of the International Phonetics Association : a guide to the use of the International Phonetic Alphabet, Cambridge, Cambridge University Press, 1999, 204 p. (ISBN 0-521-63751-1 et 0-521-65236-7, lire en ligne)